# クレイ郡 (インディアナ州)
クレイ郡（英: Clay County）は、アメリカ合衆国インディアナ州の西部に位置する郡である。2010年国勢調査での人口は26,890人であり、2000年の26,556人から1.3％増加した。郡庁所在地はブラジル市（人口7,912人）であり、同郡で人口最大の都市でもある。
クレイ郡はテレホート大都市圏に属している。

## 歴史
クレイ郡は1825年に設立された。郡名は南北戦争前のアメリカで有名な政治家ヘンリー・クレイに因んで名付けられた。
初代郡庁舎は1828年に新しく区画が分けられたボウリンググリーンの町に建設された。これはクレイ郡がインディアナ州議会によって設立されてから間もないことだった。2階建てであり、人手で切り出された木材が使われていた。
1830年代後半、クレイ郡は初代の郡庁舎が適切な機能を果たせないほどに大きくなっていた。よって初代の近くに二代目の郡庁舎が建てられた。これも2階建てで、煉瓦造りだった。この庁舎は1851年11月30日夜に起きた火災で破壊された。
ボウリンググリーンの町は新庁舎を建てる場所として実際的ではなくなったと考える者もいたが、郡政委員はすぐさまボウリンググリーンの前の庁舎があった場所に三代目の庁舎を建てることを決定した。やはり煉瓦造りで11,000ドルのコストを掛け、二代目に大変良く似た三代目が1853年秋に落成し、供用が開始された。
1860年代までに、ハーモニー、ナイツビル、ブラジルの町が急成長した。これはその立地が国道に沿っており、またその地域に多くの石炭会社があることも一因だった。1850年代に既に始まっていた郡庁所在地を郡の中心に近い場所に移すという動きは、徐々に強くなり、郡民の間に論議を呼んだ。1860年代には郡北部の住人がこの点に関して結束を固めてきた。1871年、ロバートとジョンのスチュワート兄弟が、ブラジルの国道沿いにある土地を新庁舎建設場所として寄付した。地域住民からも5,300ドルの寄付が集まり、郡政委員を動かしてボウリンググリーンからブラジルに郡政府を移転させることになった。この金額は現存する郡庁舎と土地の価値に相当し、現庁舎を捨てることは税金の無駄遣いだという議論を否定することだった。1871年に始まった移転騒動は最高裁判所にまで持ち込まれ、移転は1876年になって認められた。
1912年、ビンセンズの著名建築家ジョン・W・ガッディスが新庁舎建設の設計、企画、監督について郡政委員会と契約した。工事の契約はケンタッキー州ルイビルのW・H・ベイリーとチャールズ・A・コーマーに決まり、同年秋には礎石が据えられた。ガッディスは、イリノイ州のフェアフィールドとロビンソン、ミズーリ州のペリービル、インディアナ州ではグリーンキャッスルのパットナム郡庁舎（1905年）とハンティントンのハンティントン郡庁舎（1906年）など他の物件を成功させていた。いずれも古典復古様式だった。
クレイ郡庁舎は1913年から1914年に工事が行われ、歴史的にも建築的にも重要な建物になった。古典復古様式で建設され、郡政府事務所と郡の記録を保持する唯一の建物である。有名な国道（カンバーランド道路）沿いに建っている。現庁舎は五代目である。

## 地理
アメリカ合衆国国勢調査局に拠れば、郡域全面積は350.32平方マイル (933.2 km2)であり、このうち陸地357.54平方マイル (926.0 km2)、水域は2.78平方マイル (7.2 km2)で水域率は0.77％である。

### 交通

#### 主要高規格道路
- 州間高速道路70号線
- アメリカ国道40号線
- インディアナ州道42号線
- インディアナ州道46号線
- インディアナ州道48号線
- インディアナ州道59号線

#### 空港
郡内には公共用途空港であるブラジル・クレイ郡空港がある。

### 隣接する郡
- パーク郡 - 北
- パットナム郡 - 北東
- オーウェン郡 - 南東
- グリーン郡 - 南
- サリバン郡 - 南西
- ビーゴ郡 - 西

## 気候と気象
近年、郡庁所在地であるブラジル市の平均気温は1月の19°F (-7 ℃) から7月の87°F (31 ℃) まで変化している。過去最低気温は1994年1月に記録された-25°F (-32 ℃) であり、過去最高気温は1936年7月に記録された109°F (43 ℃) である。月間降水量は2月の2.25インチ (57 mm) から7月の4.89インチ (124 mm) まで変化している。

## 郡政府
郡政府は憲法による政体であり、インディアナ州憲法とインディアナ州法典によって特別の権力を認められている。

### 郡政委員会
郡政委員会は郡政府の立法府であり、郡の歳出や歳入を管理している。委員は郡内の選挙区から選出され、任期は4年間である。給与、年間予算、特別支出を設定する責任がある。郡レベルで所得税や資産税、消費税、サービス税を課する限定付き権限があるが、所得税と資産税は州の承認を要する。

### 行政委員会
行政委員会は郡政府の行政府である。委員は郡全体を選挙区に選出され、任期は4年間で2年毎に半数が改選される。委員の一人、通常は最も経験のある者が議長になる。行政委員会は郡政委員会が決めた法を実行し、税金を集め、郡政府の日々の機能を管理する責任がある。

### 郡裁判所
郡は幾らかの民事訴訟を扱うことのできる小規模裁判所を維持している。判事は4年間任期で選出され、インディアナ州法廷弁護士協会の会員でなければならない。判事を補助するのがコンスタブルと呼ばれる法執行官であり、やはり4年間任期で選出される。特定の事件における判決に対しては、州レベルの巡回裁判所に控訴できる。

### 郡政府役人
上記以外に、保安官、検視官、監査官、財務官、登記官、測量士および巡回裁判所事務官が選挙で選ばれている。任期は4年間であり、郡政府の異なる部門を監督している。郡政府に選ばれる役人は支持政党を公にすることが求めら、また郡の住人でなければならない。
クレイ郡はアメリカ合衆国下院議員インディアナ州第8選挙区に属している。インディアナ州議会上院では第37および第39選挙区に属しており、下院では第43、第44および第46選挙区に属している。

## 人口動態
以下は2000年の国勢調査による人口統計データである。
| 基礎データ - 人口: 26,556人 - 世帯数: 10,216 世帯 - 家族数: 7,437 家族 - 人口密度: 29人/km2（74人/mi2） - 住居数: 11,097軒 - 住居密度: 12軒/km2（31軒/mi2） 人種別人口構成 - 白人: 98.38% - アフリカン・アメリカン: 0.33% - ネイティブ・アメリカン: 0.24% - アジア人: 0.11% - 太平洋諸島系: 0.02% - その他の人種: 0.23% - 混血: 0.68% - ヒスパニック・ラテン系: 0.58% 先祖による構成 - アメリカ人：30.7％ - ドイツ系：25.7％ - イギリス系：10.8％ - アイルランド系：8.1％ | 年齢別人口構成 - 18歳未満: 26.1% - 18-24歳: 8.6% - 25-44歳: 27.8% - 45-64歳: 22.5% - 65歳以上: 15.1% - 年齢の中央値: 37歳 - 性比（女性100人あたり男性の人口） - 総人口: 94.3 - 18歳以上: 92.1 世帯と家族（対世帯数） - 18歳未満の子供がいる: 33.6% - 結婚・同居している夫婦: 59.7% - 未婚・離婚・死別女性が世帯主: 9.4% - 非家族世帯: 27.2% - 単身世帯: 23.8% - 65歳以上の老人1人暮らし: 12.3% - 平均構成人数 - 世帯: 2.57人 - 家族: 3.03人 収入と家計 - 収入の中央値 - 世帯: 36,865米ドル - 家族: 41,863米ドル - 性別 - 男性: 31,611米ドル - 女性: 21,593米ドル - 人口1人あたり収入: 16,364米ドル - 貧困線以下 - 対人口: 8.7% - 対家族数: 6.4% - 18歳未満: 11.3% - 65歳以上: 9.8% |

## 郡区
クレイ郡は下記11の郡区に分割されている。
| - ブラジル - カス - ディックジョンソン - ハリソン | - ジャクソン - ルイス - ペリー - ポージー | - シュガーリッジ - ヴァンビューレン - ワシントン |

## 都市と町
| - ブラジル - 郡庁所在地 - カーボン - センターポイント - クレイシティ | - ハーモニー - ナイツビル - ストーントン |

### 未編入の町
| - アート - アシュボロ - アシャービル - ビーリッジ - ベンウッド - ビルタウン - ビルビル | - ボウリンググリーン - カードニア - クロバーランド - コールモント - コリー - フージャービル - ハウズビル | - パース - ポーランド - ポンティアック - セイリーンシティ - ステアリービル - ターナー - ツインビーチ |

### 廃村
| - カルカッタ - ドナルドソンビル - プレーリーシティ - プラッツビル - メカニクスバーグ - ウィックビル |